# Adenská kolonie
Adenská kolonie nebo kolonie Aden (arabsky: مستعمرة عدن, anglicky: Colony of Aden) byla britská korunní kolonie v letech 1937 až 1963. Kolonie zahrnovala oblast o rozloze 121 km² v okolí města Aden včetně města samotného. Adenská kolonie zanikla v roce 1963, kdy byla kolonie zrušena a vyhlášen Adenský stát, který se připojil k Jihoarabské federaci. V roce 1967 byla po odchodu Britů Jihoarabská federace zrušena a vyhlášena Jihojemenská lidová republika. Od roku 1990 je součástí Jemenské republiky, kde tvoří Guvernorát 'Adan, který kopíruje území bývalé Adenské kolonie.

## Dějiny
V roce 1832 získali Britové území v jižní části a zejména strategický přístav Aden a na velké části jižního Jemenu ustanovili v roce 1886 protektorát. V roce 1838 ustanovili Britové z Adenu a okolí koloniální osadu zvanou Adenská provincie, spravovanou z Britské Indie resp. Bombajské presidence.
V roce 1937 byla z Adenu a okolí vytvořena samostatná britská korunní kolonie. V rámci smlouvy z roku 1934 Spojené království uznalo nezávislý Severní Jemen, který se naopak zřekl ambicí na připojení jižního Jemenu a Adenské kolonie.
V roce 1959 byla vytvořena Federace arabských emirátů a z ní v roce 1962 Jihoarabská federace. V roce 1963 byl přetrvávající koloniální status Adenu změněn a nově vzniklý Stát Aden se připojil k Jihoarabské federaci. V roce 1967 po odchodu Britů byla vyhlášena Jihojemenská lidová republika, čímž Jihoarabská federace zanikla a s ní také Stát Aden.
V dnešní Jemenské republice zaujímá většinu bývalé Adenské kolonie Guvernorát Aden.